# Anne-Kathrin Schade
Anne-Kathrin Schade (* 26. Juni 1968 in Löbau) ist eine ehemalige deutsche Volleyballspielerin. Von 1983 bis 1991 war sie beim SC Leipzig. Von 1991 bis 2000 spielte die 1,86 m große Außenangreiferin sehr erfolgreich für den USC Münster, mit dem sie je dreimal den Europapokal (1992, 1994, 1996), den Deutschen Meistertitel (1992, 1996, 1997) sowie den Deutschen Pokal (1996, 1997, 2000) gewann.
Anne-Kathrin Schade spielte über 60-mal für die A-Nationalmannschaft, davon 34-mal für die DDR.
Seit 2006 trainiert Anne-Kathrin Schade die 1. Männermannschaft des Telekom Post SV Bielefeld. Den bisherigen Höhepunkt ihrer Trainerkarriere erreichte sie mit dem Sieg des Doubles aus Oberligameisterschaft und Bezirkspokal in der Saison 2016/17.